# Маркварт III
Маркварт III (на немски: Markwart III. von Eppenstein † пр. 13 април 1000) от фамилията Епенщайни, e от 970 до ок. 1000 г. първият маркграф на каринтийската Марка Щирия (или Марк ан дер Мур). Освен това той е граф на Епенщайн, граф във Фихбахгау и в Мюрцтал.

## Биография
Епенщайните произлизат от Бавария, които се заселват наблизо до Юденбург в Щирия. Син е на граф Маркварт II от Фихбах.
През 970 г. Маркварт III се жени за Хадамуд от род Зигхардинги, дъщеря на граф Адалберо I от Еберсберг, маркграф в Марка Крайна. Същата година сестра му Рихарда/Рихгард се омъжва за граф Удалрих/Улрих, брат на Хадамуд.

## Деца
Маркварт III е баща на:
- Адалберо († 1039), херцог на Каринтия
- Еберхард († сл. 1039), граф ан дер Изар
- Ернст
- Улрих(?)